# Hassan El-Shazly
Hassan Gomaa El-Shazly (ar. حسن الشاذلي; ur. 13 listopada 1943 – zm. 20 kwietnia 2015) – egipski piłkarz grający na pozycji napastnika. W swojej karierze rozegrał 62 mecze i strzelił 42 gole w reprezentacji Egiptu.

## Kariera klubowa
Całą swoją karierę piłkarską El-Shazly spędził w klubie Tersana SC. Zadebiutował w nim w 1959 roku i grał w nim do 1977 roku. W sezonie 1962/1963 wywalczył z nim mistrzostwo Egiptu, a w sezonach 1964/1965 i 1966/1967 zdobył z nim dwa Puchary Egiptu. Czterokrotnie był królem strzelców egipskiej ligi w sezonach 1962/1963, 1964/1965, 1965/1966 i 1974/1975.

## Kariera reprezentacyjna
W reprezentacji Egiptu El-Shazly zadebiutował 29 sierpnia 1961 roku w wygranym 4:0 meczu Igrzysk Panarabskich 1961 z Libanem, rozegranym w Casablance. W 1963 roku powołano go do kadry na Puchar Narodów Afryki 1963. Zagrał w nim w trzech meczach: grupowych z Nigerią (6:3), w którym strzelił trzy gole i z Sudanem (2:2), w którym strzelił gola oraz o 3. miejsce z Etiopią (3:0), w którym strzelił dwa gole. Z Egiptem zajął 3. miejsce. Został królem strzelców tego turnieju oraz wybrano go Najlepszym Piłkarzem.
W 1970 roku El-Shazly został powołany do kadry na Puchar Narodów Afryki 1970. Zagrał w nim w pięciu meczach: grupowych z Gwineą (4:1), w którym strzelił gola, z Ghaną (1:1) i z Kongiem-Kinszasa (1:0), w półfinałowym z Sudanem (1:2 po dogrywce), w którym strzelił gola i o 3. miejsce z Wybrzeżem Kości Słoniowej (3:1), w którym strzelił trzy gole. Z Egiptem ponownie zajął 3. miejsce.
W 1974 roku El-Shazly'ego powołano do kadry na Puchar Narodów Afryki 1974. Na tym turnieju rozegrał dwa mecze: grupowy z Wybrzeżem Kości Słoniowej (2:0), w którym strzelił gola i o 3. miejsce z Kongiem (4:0). Z Egiptem zajął w 3. miejsce w tym turnieju. W kadrze narodowej grał do 1976 roku. Wystąpił w niej 62 razy i strzelił 42 gole.